# Діер-Трейл (Колорадо)
Діер-Трейл (англ. Deer Trail) — місто (англ. town) в США, в окрузі Арапаго штату Колорадо. Населення — 1068 осіб (2020).

## Географія
Діер-Трейл розташований за координатами 39°36′57″ пн. ш. 104°2′35″ зх. д. / 39.61583° пн. ш. 104.04306° зх. д. (39.615892, -104.043007).  За даними Бюро перепису населення США в 2010 році місто мало площу 2,78 км², з яких 2,77 км² — суходіл та 0,01 км² — водойми. В 2017 році площа становила 2,93 км², з яких 2,92 км² — суходіл та 0,01 км² — водойми.

## Демографія
Згідно з переписом 2010 року, у місті мешкало 546 осіб у 230 домогосподарствах у складі 143 родин. Густота населення становила 196 осіб/км².  Було 274 помешкання (98/км²).
Расовий склад населення:
| - 94,5 % — білих - 1,3 % — азіатів - 0,9 % — чорних або афроамериканців - 0,7 % — корінних американців |

До двох чи більше рас належало 2,0 %. Частка іспаномовних становила 1,8 % від усіх жителів.
За віковим діапазоном населення розподілялося таким чином: 26,2 % — особи молодші 18 років, 59,0 % — особи у віці 18—64 років, 14,8 % — особи у віці 65 років та старші. Медіана віку мешканця становила 39,0 року. На 100 осіб жіночої статі у місті припадало 106,0 чоловіків;  на 100 жінок у віці від 18 років та старших — 102,5 чоловіків також старших 18 років.
Середній дохід на одне домашнє господарство  становив 43 849 доларів США (медіана — 36 111), а середній дохід на одну сім'ю — 51 240 доларів (медіана — 50 694). Медіана доходів становила 43 438 доларів для чоловіків та 37 667 доларів для жінок. За межею бідності перебувало 17,5 % осіб, у тому числі 17,3 % дітей у віці до 18 років та 22,9 % осіб у віці 65 років та старших.
Цивільне працевлаштоване населення становило 215 осіб. Основні галузі зайнятості: освіта, охорона здоров'я та соціальна допомога — 25,6 %, науковці, спеціалісти, менеджери — 18,6 %, транспорт — 14,9 %.